# 四大门派
《四大门派》（英語：The Shaolin Plot），1977年4月7日在英属香港上映的动作片。

## 剧情
清朝达固伦亲王一心想要制霸武林，威震天下，他在天下各地搜罗武功秘籍。在寿宴上，他邀请了中原武林各大门派，迫使他们交出武功秘籍。由於少林派、武当派、昆仑派没有到，达固伦亲王认为他们三派都是叛乱組織。
金钹法王是达固伦亲王的鹰犬，他到武当派索要《太极两仪剑谱》，武当派掌门人古振枫拒绝金钹法王的要求，被金钹法王用武力逼迫就范。小虎在父亲的保护下逃脱，但是父亲被金钹法王杀害。金钹法王随后带人追杀小虎。
小虎逃到一座破庙，跌倒在庙里，當時和尚普惠大师正端坐在堂前打坐。胜虎和手下一路打过来，被和尚击退。金钹法王随后也追杀到破庙。但是金钹法王武艺不足，被和尚打败。随后金钹法王用奸计诈降，暗中使用暗器射在和尚的脸上，使得普惠大师双目失明。古小虎把剑谱交给了金钹法王，金钹法王才放过他们。
在达固伦亲王收集完各大门派的武功秘籍之后，开始向少林寺打起主意。达固伦亲王以少林寺造反为名给少林寺扣帽子，但是少林寺拒绝交出武功秘籍。随后达固伦亲王不得已用计伪装成瞎子被追杀然后混入少林寺，偷盗武功秘籍。古小虎从此跟着普惠大师学习少林功夫。
一日，古小虎出去买东西，看到达固伦亲王的手下假扮和尚在少林寺外头吃喝玩乐，他教训了他们一顿，但是也被他们跟蹤。金钹法王随后带人把他们的住所燒掉，把普惠大师活活烧死。古小虎随后硬闯入少林寺，这时，达固伦亲王打伤少林寺掌门人，并且挟持他要求少林寺交出武功秘籍。古小虎随后带着少林寺僧人追到亲王府将达固伦亲王一干人等诛杀。

## 演员
| 演员   | 角色       | 备注                                               |
| 洪金宝 | 金钹法王   | 达固伦亲王的手下藏密高手。                         |
| 卡萨伐 | 胜虎       | 达固伦亲王的手下。                                 |
| 陈星   | 达固伦亲王 | 清朝皇室宗族                                       |
| 田俊   | 古小虎     | 武当派掌门人古振枫之子。                           |
| 原森   | 古振枫     | 武当派掌门                                         |
| 元彪   |            |                                                    |
| 元华   |            |                                                    |
| 金剛   | 普惠大师   | 和尚                                               |
| 关山   |            |                                                    |
|        | 胡林       | 堂主，取回崑崙派的「霹靂拳譜」和「青鋒劍」上繳親王 |
| 任世官 | 胜公公     | 达固伦亲王的手下。                                 |
| 冯克安 |            |                                                    |
| 钟发   |            |                                                    |
| 陈会毅 |            |                                                    |
| 林正英 | 守卫       | 达固伦亲王手下。                                   |
| 黃楓   |            | 少林派                                             |